# Ткачёв, Василий Иванович (подпольщик)
Василий Иванович Ткачёв (17 сентября 1922 — январь 1943) — подпольщик и участник Великой Отечественной войны, участник антифашистской организации «Молодая Гвардия».
Двоюродный брат Павла Палагуты, также участника подполья.

## Биография
Василий Ткачёв родился 17 сентября 1922 года в селе Фоминке Миллеровского района Ростовской области.
В начале Великой Отечественной войны Василий, мобилизованный Новосветловским призывным пунктом, был определён в морскую школу и послан в Новороссийск, откуда его вместе с десантом перебрасывают на оборону Севастополя.
Там был тяжело ранен, направлен в госпиталь в город Ярославль.
Сумел бежать из лагеря военнопленных и пробирался домой. В Гуково его задержали полицейские, но он снова бежал.
18 января 1943 года Василий Ткачёв был арестован. 
Был расстрелян на территории Краснодонского района (по другим данным — Ново-Светловского).
Место гибели и захоронения не установлено.

### Семья
Родители Василия Ткачёва: отец — Ткачёв Иван Иосифович, умер 4 октября 1984 года; мать — Ткачёва Елена Яковлевна, умерла 30 июня 1969 года. У Василия было 4 брата: старший — Николай, погиб в начале войны в Прибалтике, второй — Андрей, погиб при взятии Берлина, два младшие — Григорий и Александр, остались после войны живыми.

## Награды
Посмертно награждён медалью «Партизану Отечественной войны» 1-й степени.